# Rakka
Rakka (arabsky الرقة‎ – ar-Raqqa, dříve starořecky Καλλίνικος – Kallinikos, latinsky Callinicum) je město v střední části severní Sýrie na břehu řeky Eufrat, zhruba 160 kilometrů na východ od Aleppa. Je hlavním městem guvernorátu Rakka a v letech 2014-2017 také sídlem Islámského státu. Má zhruba 500 tisíc obyvatel.

## Dějiny
Město založil seleukovský král Seleukos II. Kallinikos (vládl v letech 244 až 242 př. n. l.) a neslo pak jeho jméno. V době Byzantské říše se městu krátce říkalo Leontupolis podle císaře Leona I. (vládl v letech 457 až 474), ale pak se mu vrátilo jméno Kallinikos. V roce 542 město zničila invaze sásánovského vládce Husrava I., ale následně bylo obnoveno byzantským císařem Justiniánem I.
V šestém století se Kallinikos stal centrem syrských křesťanů. V roce 639 získali Kallinikos muslimové a přejmenovali jej na ar-Rakka (nicméně Syřané jej dále nazývali Kallinikos).

### Občanská válka
V roce 2013 se stala Rakka prvním velkým městem, které dobyli rebelové během syrské občanské války. V roce 2014 přešla pod kontrolu islamistické teroristické organizace Islámský stát, která z ní učinila hlavní město svého „chalífátu“.
15. listopadu 2015 zaútočila Francie na středisko IS bombovými nálety, jako reakce na sebevražedné útoky v Paříži. Akce se zúčastnilo 12 letounů Mirage 2000. Celkem bylo shozeno 20 pum a bylo zničeno velíci a náborové středisko a sklad se zbraněmi.
V březnu 2016 vypuklo ve městě prosyrské povstání proti režimu tzv. Islámského státu.[zdroj?] Centrum města bylo dobyto na začátku července 2017 Syrskými demokratickými silami. 16. října 2017 pak bylo město osvobozeno celé. 

## Demografické údaje
| 2010    | 2012    | 2018    | 2021    |
| ------- | ------- | ------- | ------- |
| 200 268 | 220 488 | 150 000 | 531 952 |